# Amadeo I., španjolski kralj
Amadeo I., punim imenom Amadeo Ferdinand María od Savoje (Torino, 30. svibnja 1845. – Torino, 18. siječnja 1890.), španjolski kralj (1870. – 1873.) i prvi vojvoda od Aoste. Utemeljitelj je pobočne loze dinastije, poznate kao Savoja-Aosta.

## Životopis
Rodio se kao sin Viktora Emanuela II., kralja Sardinije (kasnije prvog kralja Italije) i Marije Adelajde Austrijske, praunuke Karla III., kralja Španjolske. 
Godine 1867. oženio se Marijom Viktorijom dal Pozzo (1847. – 1876.), s kojom je imao troje djece: Emanuela Filiberta, drugog vojvodu od Aoste, Viktora Emanuela, grofa od Torina i Luja Amadea, vojvodu od Abruzza.
Nakon revolucije 1868. godine i svrgavanja španjolske kraljice Izabele II., koja je pobjegla u Pariz, Španjolskom je zavladala privremena vlada na čelu s generalom Serranom. Nova je vlada sazvala ustavotvorni Cortes, koji je 1869. godine donio novi Ustav kojim je utemeljena ustavna monarhija. Javio se problem izbora kralja jer se tražila osoba koja će u trenutku promjene režima htjeti preuzeti tu nezahvalnu dužnost, a s druge strane morala je ispunjavati određene uvjete (morao je biti katolik i demokrat). Izbor je na kraju pao na vojvodu od Aoste, Amadeja Savojskog, koji je ispunjavao sve uvjete: bio je potomak povijesne dinastije, katolik i mason.
Amadeo je bio prvi španjolski kralj izabran od strane parlamenta. Dana 16. studenog 1870. godine 191 zastupnika glasovalo je za Amadeja Savojskog, 60 za saveznu republiku, 27 za vojvodu od Montpensiera, 8 za generala Espartera, 2 za unitarnu republiku, 2 za Alfonsa Burbonskog, 1 za neodređenu republiku i 1 za vojvotkinju od Montpensiera, infantu Maríju Luisu Fernandu, sestru Izabele II.; 19 papirića ostalo je prazno. Na temelju rezultata predsjednik Cortesa, Manuel Ruiz Zorrilla, obznanio je da je novi Kralj Španjolaca vojvoda od Aoste («Queda elegido Rey de los españoles el señor duque de Aosta»).
Amadeo je od samog izbora za kralja računao na velik otpor od strane karlista i republikanaca, aristokracije, koja je na nj gledala kao nametnutog stranca, ali i naroda, prvenstveno zbog njegove nesposobnosti da nauči španjolski jezik.
Po izglasavanju, parlamentarna se komisija odmah uputila u Firencu kako bi informirala vojvodu, da bi ovaj 4. prosinca i službeno prihvatio kraljevsku čast. Za vrijeme njegovog putovanja prema Španjolskoj, u Španjolskoj pogiba u atentatu general Juan Prim, njegov glavni zagovornik. Amadeo se iskrcao u Cartageni 30. prosinca, da bi 2. siječnja 1871. godine u Madridu položio prisegu pred Cortesom da će poštovati ustav i zakone Kraljevine.
Dolaskom Amadeja na prijestolje ujedinila se cjelokupna opozicija, od karlista do republikanaca. Amadeo se neuspješno borio s političkom nestabilnošću. Za vrijeme njegove vladavine izmijenilo se čak šest vlada. 19. srpnja 1872. godine izveden je na njega neuspješan atentat.
Uvidjevši nemogućnost vladanja bez ikakve prave potpore, Amadeo I. abdicirao je 11. veljače 1873. godine i odmah se uputio natrag u Italiju. U 22 sata istoga dana, proglašena je Prva Španjolska Republika.
Po povratku u Italiju, Amadeo je uzeo titulu vojvode od Aoste. Nakon smrti svoje prve supruge, oženio se 11. rujna 1888. godine u Torinu francuskom princezom Marijom Leticijom Bonaparte (Pariz, 20. studenog 1866. - Moncalieri, 25. listopada 1926.), s kojom je imao sina Umberta Maríju Viktora Amadeja Josipa, grofa od Salemija, (Torino, 22. lipnja 1889. - Crespano del Grappa, 19. listopada 1918.).

## Zanimljivosti
- U Australiji po njemu je nazvano veliko slano jezero Lake Amadeus

- Potpisivanjem Rimskih ugovora između Pavelića i Mussolinija 18. svibnja 1941. godine, hrvatska kruna ponuđena je unuku Amadeja I., Aimoneu od Aoste, vojvodi od Spoleta, koji ju je prihvatio pod imenom Tomislav II. Kako je bio samo de jure, a ne i de facto kralj, nakon kapitulacije Italije 1943. odrekao se krune.